# مجموعه تپه‌های انجیره
مجموعه تپه‌های انجیره مربوط به دوران‌های تاریخی پس از اسلام است و در شهرستان فسا، بین روستای سنان وفد شکویه واقع شده و این اثر در تاریخ ۲۵ اسفند ۱۳۷۹ با شمارهٔ ثبت ۳۲۶۹ به‌عنوان یکی از آثار ملی ایران به ثبت رسیده است.